# Pianoro delle Kerguelen

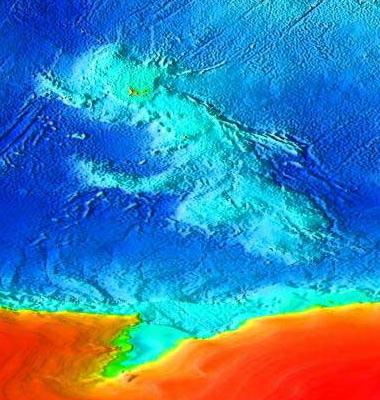
Topografia del pianoro delle Kerguelen - la parte in rosso, a sud del pianoro, è il continente Antartide.

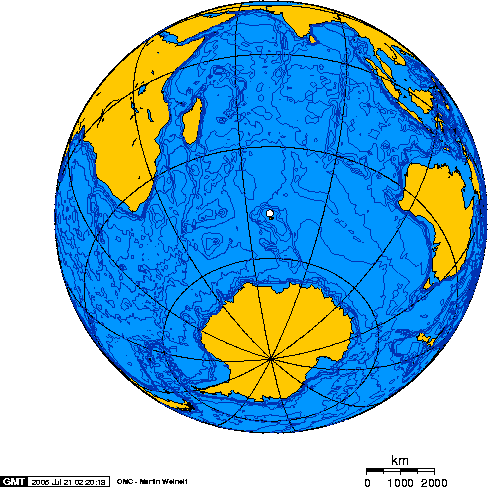
Localizzazione del pianoro (la macchia bianca corrisponde all'isola della Desolazione (Arcipelago delle Kerguelen).

Il pianoro delle Kerguelen è un pianoro oceanico e una grande provincia ignea dell'Oceano Indiano ed è considerato un vero e proprio continente sommerso.

## Geografia
È situato 3.000 km a sud-ovest dell'Australia e la sua superficie è quasi tre volte quella del Giappone. Il pianoro si estende in acque profonde per più di 2.200 km in direzione nord-ovest sud-est, grosso modo tra 30° e 60° gradi di latitudine sud e tra 70° e 100° di longitudine. Il pianoro è stato formato dell'attività di un punto caldo della crosta terrestre, in particolare dal punto caldo delle Kerguelen, il quale ha avuto origine da un pennacchio proveniente dal mantello terrestre sorto nel periodo iniziale della frattura di Gondwana, circa 130 milioni di anni fa. Una piccola parte del pianoro si trova al di sopra del livello del mare, costituendo le isole Kerguelen, le isole Heard e McDonald. È presente un vulcanismo intermittente residuale sulle isole Heard e sulle isole McDonald.

## Storia geologica
Dal punto di vista geologico si ritiene che il pianoro delle Kerguelen sia di origine vulcanica e sia sorto circa 110 Ma (milioni di anni fa). La presenza di carbone e conglomerato di gneiss indica che per alcuni milioni di anni è stato al di sopra del livello del mare e che circa 50 Ma presentava flora e fauna tropicale. Si ritiene pertanto che sia un microcontinente andato in subsidenza sotto il livello del mare circa 20 milioni di anni fa.